# Godojos
Godojos – gmina w Hiszpanii, w prowincji Saragossa, w Aragonii, o powierzchni 16,77 km². W 2011 roku gmina liczyła 43 mieszkańców.